# La Femme rousse
Pour plus de détails, voir Fiche technique et Distribution.
La Femme rousse (Die Rote) est un drame sentimental italo-ouest-allemand réalisé par Helmut Käutner et sorti en 1962.

## Synopsis
Franziska Lukas vit dans un milieu bourgeois en Allemagne et trouve son mariage avec Herbert Lukas extrêmement ennuyeux. Même une histoire d'amour avec un autre homme ne change pas grand-chose à cet état de fait. Certes, elle ne manque de rien, mais elle approche de la quarantaine et souhaite donner un nouveau tournant à sa vie. Sa vie lui semble trop prévisible. Un jour, elle s'échappe et part pour Venise. Là-bas, elle cherche du travail et commence à travailler dans un hôtel comme femme de chambre. Le changement et les nouvelles rencontres font que sa vie semble désormais plus excitante. Des aventures érotiques et policières l'attendent. Elle fait la connaissance d'un ancien officier britannique qui veut se venger d'un nazi allemand. Franziska doit cependant se rendre à l'évidence : cet homme ne fait que se servir d'elle pour ses projets. Elle quitte donc elle aussi son nouveau cadre de vie.

## Fiche technique
- Titre français : La Femme rousse
- Titre original allemand : Die Rote
- Titre italien : La rossa
- Réalisation : Helmut Käutner
- Scénario : Helmut Käutner et Alfred Andersch d'après son roman
- Photographie : Otello Martelli
- Musique : Emilia Zanetti
- Montage : Klaus Dudenhöfer
- Pays de production :  Allemagne de l'Ouest,  Italie
- Langue originale : allemand
- Format : couleurs
- Durée : 100 minutes
- Genre : Drame sentimental
- Dates de sortie : 
  - Allemagne de l'Ouest : 30 juin 1962
  - Italie : 30 août 1962
  - France : 8 septembre 1965

## Distribution
- Ruth Leuwerik : Franziska Lukas
- Rossano Brazzi : Fabio
- Giorgio Albertazzi : Patrick O'Malley
- Harry Meyen : Herbert Lukas
- Richard Münch : Joachim
- Gert Fröbe : Kramer
- Alain Delon (non crédité)